# Reconeixement d'unions del mateix sexe al Nepal

Situació legal de les unions entre persones del mateix sexe a l'Àsia

El Nepal no reconeix els matrimonis entre persones del mateix sexe, les unions civils, les unions domèstiques, les convivències no registrades ni cap altra forma de reconeixement per a les parelles del mateix sexe. El 2011 i el 2012, a mesura que el país estava experimentant una transició política, es va intentar afegir un llenguatge inclusiu LGBT a la constitució proposada. Tanmateix, les negociacions entre faccions polítiques van fracassar a la primavera de 2012 i l'elaboració d'una nova constitució es va suspendre fins que es van celebrar noves eleccions. L'Assemblea Constituent va aprovar una constitució el 16 de setembre de 2015 i, tot i que inclou diverses disposicions relatives als drets de les persones LGBT, no tracta els matrimonis entre persones del mateix sexe.
Els cònjuges estrangers del mateix sexe de ciutadans nepalesos són elegibles per a un "visat no turístic" com a dependents, després d'una decisió del 2017 del Tribunal Suprem del Nepal.

## Història jurídica
El matrimoni entre persones del mateix sexe no està reconegut al Nepal, malgrat els intents de legalització en el passat. El 2008, el Tribunal Suprem va convertir el Nepal en un dels primers països asiàtics a considerar legalitzar el matrimoni entre persones del mateix sexe, però els intents d'incloure disposicions que reconeixéssin el matrimoni entre persones del mateix sexe a la nova constitució el 2015 no van tenir èxit.

### Casos judicials

#### Sunil Babu Pant i altres contra elGovern del Nepal
El 17 de novembre de 2008, la Cort Suprema nepalí es va pronunciar a favor de lleis per garantir plens drets a les persones LGBT i definir les minories de gènere com a "persones físiques" segons la llei, inclòs el dret a casar-se. "Aquesta és una decisió històrica per a les minories sexuals i li donem la benvinguda", va dir Sunil Babu Pant, el primer legislador del Nepal públicament gai i un important activista pels drets dels gais al sud d'Àsia. El tribunal va demanar al govern que formés un comitè per estudiar les lleis de parella entre persones del mateix sexe a altres països i va ordenar que la nova llei no discriminés les minories sexuals, incloses les persones transgènere.
El 22 de març de 2009, Pant va dir en una entrevista amb l'Indo-Asian News Service que "Tot i que el tribunal ha aprovat el matrimoni entre persones del mateix sexe, el govern encara ha de promulgar una llei", indicant que, si bé el Tribunal Suprem havia ordenat un projecte de llei sobre el matrimoni entre persones del mateix sexe, encara no s'havia redactat ni votat ni, molt menys, legislat. El juny de 2009, Pant va dir que el procés acabava de començar: "El Nepal està passant per una transició i tot sembla avançar lentament. El comitè de set membres s'ha format i acaba de començar a treballar per estudiar els projectes de llei de matrimoni entre persones del mateix sexe a altres països. Tant de bo que redactin el suggeriment per fer aviat la llei del matrimoni entre persones del mateix sexe i que el donin al govern perquè l'aprovi."

#### Rajani Shahi contra laComissió Nacional de Dones
El 2012, el Tribunal Suprem va reconèixer la relació d'una parella de lesbianes en el cas de Rajani Shahi contra la Comissió Nacional de Dones. El tribunal va permetre que Rajani Shahi visqués amb la seva parella Prem Kumari Nepali com ella desitjava, en lloc de viure amb el seu marit. El veredicte deia:
"Les persones poden decidir escollir les seves maneres de viure per separat o en parella amb homosexuals o heterosexuals, amb o sense matrimoni solemnitzat. Encara que en les lleis i tradicions vigents 'matrimoni' denota un vincle legal entre heterosexuals (homes i dones), les disposicions legals sobre les relacions homosexuals són ara inadequades o mudes [sic]."

#### Suman Panta contra elMinisteri de l'Interior et. al.
Leslie Luin Melnik, una ciutadana estatunidenca, es va casar amb Suman Panta, una ciutadana nepalesa, el desembre de 2015 a Califòrnia. Melnik va sol·licitar un "visat no turístic" ("visat NT") al Departament d'Immigració (DOIM) el desembre de 2016 com a dependent d'una ciutadana nepalí. El DOIM va denegar la sol·licitud de Melnik al·legant que la llei nepalesa no reconeix el matrimoni entre persones del mateix sexe. La parella va presentar un recurs legal al Tribunal Suprem exigint que el DOIM emetés un visat NT a Melnik. El tribunal va emetre la seva sentència el 23 d'octubre de 2017, dictaminant que, d'acord amb la Regla 8(1)(h) de les Normes d'Immigració, un estranger que presenta un certificat de matrimoni vàlid amb un ciutadà nepalí és elegible per obtenir un "visat NT" com a dependent. El Tribunal Suprem també va dictaminar que les Normes d'immigració no especifiquen que un estranger que sol·liciti un visat NT hagi de ser del mateix sexe o de sexe oposat. També va dictaminar que Panta, com a membre d'una "minoria sexual i de gènere", té dret al dret fonamental a viure una vida digna sense discriminació segons la Constitució del Nepal. Gràcies a aquesta sentència, els cònjuges estrangers del mateix sexe de ciutadans nepalesos ara són elegibles per obtenir un visat NT com a dependent.

### Constitució del 2015
Plantilla:Same-sex marriage map AsiaDiverses fonts van informar que el matrimoni entre persones del mateix sexe i les proteccions per a les minories sexuals s'inclourien a la nova Constitució nepalesa que s'està redactant. La Constitució provisional preveia una Assemblea Constituent, que s'encarregava d'escriure una constitució permanent. Segons els termes de la Constitució provisional, la nova constitució s'havia de promulgar el 30 de novembre de 2011, però es va concedir una pròrroga final de sis mesos just abans d'aquest termini, que portava la data al 31 de maig de 2012. Les negociacions van fracassar i el primer ministre Baburam Bhattarai va dissoldre l'Assemblea Constituent el 28 de maig de 2012 en preparació per a les eleccions de 2013. Com a resultat, el futur del matrimoni entre persones del mateix sexe era incert.
Les eleccions es van celebrar el 19 de novembre de 2013. La votació es va retardar en varies ocasions, ja que estava prevista per al 22 de novembre de 2012 després de la dissolució de l'Assemblea Constituent el 27 de maig de 2012, però la Comissió Electoral va ajornar-la. El 10 de febrer de 2014, Sushil Koirala va ser escollit primer ministre amb una àmplia majoria, trencant l'estancament polític i obrint el camí perquè la constitució es pogués finalitzar.
La Constitució del Nepal, aprovada el 2015, no aborda la qüestió del matrimoni entre persones del mateix sexe. No obstant això, l'article 18 enumera "les minories sexuals i de gènere" entre els grups desfavorits reconeguts i protegits.

### Legislació
El gener de 2014, Chaitanya Mishra, membre del comitè format per estudiar les lleis internacionals sobre el matrimoni entre persones del mateix sexe i preparar un informe sobre la qüestió, va declarar que el treball sobre l'informe s'havia acabat, llevat d'un resum que havia d'elaborar el president del comitè. El president, Laxmi Raj Pathak, es va comprometre a presentar l'informe al govern nepalí en el termini d'un mes, però va dir que el govern "no estava interessat en l'assumpte". Bhumika Shrestha, de la Blue Diamond Society, un grup nepalès de drets dels gais, no ha descartat la possibilitat d'un altre plet amb el Tribunal Suprem.
L'agost de 2014, Associated Press va informar que el comitè havia decidit recomanar la legalització del matrimoni entre persones del mateix sexe. El mateix mes, el ministre de Justícia, Narahari Acharya, va dir que el seu ministeri presentaria un projecte de llei per permetre els matrimonis entre persones del mateix sexe. El comitè va presentar el seu informe al govern el 9 de febrer de 2015, i el gener de 2016, un funcionari del govern va declarar que les recomanacions del comitè estaven en consulta. El febrer de 2016, la Comissió Nacional de Drets Humans va demanar al govern que presentés un projecte de llei per permetre el matrimoni entre persones del mateix sexe. L'octubre de 2016, el Ministeri de Dona, Infància i Benestar Social va crear una comissió amb la finalitat d'elaborar un projecte de llei sobre la qüestió. L'agost de 2018, l'antic primer ministre Baburam Bhattarai va instar el govern a legalitzar el matrimoni entre persones del mateix sexe.
La Llei de registre de matrimonis de 1971  així com el Codi Nacional del Nepal, promulgada l'agost de 2018, defineixen el matrimoni com la unió d'"un home i una dona". Mentre es discutia el Codi Civil, el govern va demanar a la comissió legislativa encarregada d'elaborar el codi que s'ometessin les disposicions sobre el matrimoni entre persones del mateix sexe. Els activistes van qualificar això d'inconstitucional i contrari a les directrius del Tribunal Suprem. Un portaveu va dir que el govern tenia la intenció d'aprovar una llei separada sobre el matrimoni entre persones del mateix sexe, que actualment està redactant el Ministeri de Dona, Infància i Benestar Social.
L'1 de juliol de 2020, la Comissió Nacional de Drets Humans va demanar al govern que legalitzi el matrimoni entre persones del mateix sexe.

### Cas d'un matrimoni
El juliol de 2017, una parella (un membre de la qual s'identifica com a tercer gènere) va registrar el seu matrimoni amb èxit al districte de Dadeldhura, a l'extrem occidental. L'activista LGBT Sunil Babu Pant va felicitar la parella casada. El portaveu del Ministeri de l'Interior, Deepak Kafle, va dir que el matrimoni podria ser invàlid.
Abans, el 2011, una parella de lesbianes havia celebrat una cerimònia de matrimoni hindú (no reconeguda legalment) al temple de Dakshinkali, prop de Katmandú.